# Asobara vanharteni
Asobara vanharteni (лат.) — вид паразитических наездников рода Asobara из семейства Braconidae (Alysiinae, Hymenoptera). Название дано в честь голландского энтомолога Tony van Harten, за помощь в работе. 

## Распространение
Азия: Йемен.

## Описание
Длина от 1,5 до 1,8 мм, переднее крыло до 2,0 мм. От близких видов (Asobara kibalensis) отличается пропорциями тела, особенностями жилкования крыльев. Усики самок 19-члениковые.  Основная окраска тела коричневая. Жвалы крупные, простые, с 3 зубцами. Верхний зубец жвал широкий; средний зубец широкий и короткий; нижний зубец широкий. Передняя тенториальная ямка находится вдали от края глаз. Предположительно паразитируют на представителях отряда двукрылые.

## Систематика
Вид Asobara vanharteni был впервые описан в 2019 году испанским гименоптерологом Франсиско Хавьером Перис-Фелипо (Francisco Javier Peris-Felipo, University of Valencia, Paterna, Испания) по материалам из Африки.